# داون روبنسون
داون روبنسون (بالإنجليزية: Dawn Robinson)‏ هي موسيقية ومغنية أمريكية، ولدت في 24 نوفمبر 1965 في نيو لندن في الولايات المتحدة.

## وصلات خارجية
- الموقع الرسمي
- داون روبنسون على موقع IMDb (الإنجليزية)
- داون روبنسون على موقع ميوزك برينز (الإنجليزية)
- داون روبنسون على موقع قاعدة بيانات الأفلام السويدية (السويدية)
- داون روبنسون على موقع أول ميوزيك (الإنجليزية)
- داون روبنسون على موقع ديسكوغز (الإنجليزية)
- داون روبنسون على موقع قاعدة بيانات الفيلم (الإنجليزية)